# Costas Axelos
Kostas Axelos (Atenas, 26 de junio de 1924 - 4 de febrero de 2010) fue un filósofo griego establecido en Francia.

## Biografía
Costas nació en Atenas, y asistió a la escuela secundaria en el Instituto Francés y la Escuela Alemana de Atenas. Se matriculó en la Facultad de Derecho, a fin de proseguir sus estudios en Derecho y Economía. Con el inicio de la Segunda Guerra Mundial se vio involucrado en la lucha, durante la ocupación alemana e italiana participó en la resistencia griega y más tarde en la guerra civil griega, como organizador y periodista afiliado al Partido Comunista (1941-1945). Con posterioridad fue expulsado del Partido Comunista y condenado a muerte por el gobierno de derechas. Fue arrestado, pero finalmente logró escapar.
A finales de 1945 Axelos se trasladó a París (Francia), donde estudió filosofía en la Sorbona. De 1950 a 1957 trabajó como investigador en la rama de filosofía del CNRS, donde estaba escribiendo su tesis, y posteriormente procedió a trabajar en la École Pratique des Hautes Études. De 1962 a 1973 fue profesor de filosofía en la Sorbona. Su tesis, 'Marx, pensador de la técnica', trató de proporcionar una comprensión de la tecnología moderna, basada en el pensamiento de Heidegger y Marx, y fue muy influyente en la década de 1960, junto con la filosofía de Herbert Marcuse.
Axelos fue colaborador, columnista y, posteriormente, director de la revista Argumentos (1956-1962) y, desde 1960, dirigió la serie de "Argumentos" de Les Éditions de Minuit. Publicó textos en su mayoría en francés, pero también en griego y alemán. Su libro más importante es 'Le Jeu du Monde', donde Axelos aboga por un estado pre-ontológico de juego.

## Obras
- Héraclite et la Philosophie,
- Marx, Pensador de la Técnica
- Vers la pensée planetaire,
- Le Jeu du Monde,
- Pour une Ethique Problemática,
- Systématique ouverte,
- Metamorfosis.
- El lenguaje de la filosofía Intramuros: biografías, autobiografías y memorias, ISSN 0329-3416, N.º. 27, 2007 (Ejemplar dedicado a: Grecia), pags. 38-39[2]
- Introducción a un pensar futuro Amorrortu Editores España SL. ISBN 950-518-312-7